# Golfo dell'Ob'
Il golfo dell'Ob' (in russo Обская губа, Obskaja guba) è una profonda insenatura della costa artica russa. Si trova nel territorio del circondario autonomo Jamalo-Nenec, nel circondario federale degli Urali. Il golfo prende il nome dal fiume Ob', che vi sfocia all'estremità meridionale.
È compreso fra la penisola di Jamal (a ovest) e quelle di Gyda e Taz (ad est); si allunga in direzione prevalentemente nord-sud per circa 800 km, con larghezze comprese fra i 30 e i 80 e profondità media non superiore ai 10-12 metri. Le coste occidentali sono prevalentemente basse, mentre quelle orientali sono più alte e articolate; ad est, si apre l'ampia insenatura dell'estuario del Taz, alla cui estremità sudorientale si trova la foce dell'omonimo fiume.
Il popolamento delle coste del golfo dell'Ob' è molto scarso: pochissimi i centri urbani, il maggiore dei quali è l'importante porto di Novyj Port, sulla costa occidentale.
Le acque del golfo dell'Ob' soffrono di lunghissimi periodi di gelo, che si protrae dall'autunno fino all'inizio dell'estate.